# São José da Tapera
São José da Tapera là một đô thị thuộc bang Alagoas, Brasil. Đô thị này có diện tích 519,63 km², dân số năm 2007 là 30060 người, mật độ 57,85 người/km².